# Založno pravo
Založno pravo je ograničeno stvarno pravo na određenoj stvari (zalogu) koje ovlašćuje svog nositelja (založnoga vjerovnika) da određenu tražbinu, ne bude li mu o dospijeću ispunjena, namiri iz vrijednosti te stvari, ma čija ona bila, a njezin svagdašnji vlasnik (založni dužnik) dužan je to trpjeti.
Založno pravo osniva se na određenoj stvari ili pravu kao zalogu na temelju pravnoga posla osobe čiji je zalog (dobrovoljno založno pravo), sudske odluke (sudsko založno pravo) ili zakona (zakonsko založno pravo).
Založno pravo na nekretninama, brodovima i avionima često se u praksi naziva i "hipoteka".
Zalog je ugovor kojim se dužnik ili netko treći (zalogodavatelj) obvezuje prema vjerovniku predati mu neku stvar na kojoj postoji pravo vlasništva kako bi prije ostalih vjerovnika mogao naplatiti tražbinu iz njene vrijednosti, ako mu ona ne bude isplaćena o dospjelosti, a ujedno se vjerovnik obvezuje primljenu stvar čuvati i nakon prestanka tražbine je neoštećenu vratiti zalogodavatelju.